# کوه گلتشهرن
کوه گلتشهرن (به لاتین: Gletscherhorn) یک کوه در سوئیس است که در کانتون گراوبوندن واقع شده‌است. کوه گلتشهرن ۳٬۱۰۷ متر بالاتر از سطح دریا واقع شده‌است.